# Ji Bowen
Dans ce nom chinois, le nom de famille, Ji, précède le nom personnel.
Pour les articles homonymes, voir Ji.
Ji Bowen, né le 22 février 2002 dans le Zhejiang, est un céiste chinois. Il remporte le titre olympique en C2 1000 m aux Jeux de Paris 2024.

## Carrière sportive
Ji Bowen participe à l'âge de 16 ans aux qualifications des Canoë-kayak aux Jeux olympiques de la jeunesse de 2018 dans les épreuves de slalom et de sprint sans pouvoir obtenir un quota. L'année suivante, il est médaillé de bronze aux Championnats du monde de canoë marathon 2019 dans la catégorie C1 junior.
En 2022, il participe aux Championnats du monde espoirs de course en ligne à Szeged dans la catégorie U23 où il décroche le titre en canoë monoplace sur 500m et le bronze sur le canoë biplace sur 500m. Lors des Championnats du monde de 2022, la paire Ji-Liu remporte deux médailles en C2, l'argent sur 1000m et le bronze sur 500m.
En 2023, il intègre le circuit élite avec la coupe du monde de course en ligne avec une victoire en C2 lors de l'épreuve de Vaires-sur-Marne. Lors des mondiaux 2023 à Duibourg, il ajoute une médaille de bronze en C2 500m. Il remporte également deux victoires lors de l'étape de Pozman en mai 2024.
En 2024, il est médaillé d'or aux Jeux olympiques d'été de 2024 en biplace sur 500m avec son compatriote Liu Hao.

## Palmarès

### Jeux olympiques
- médaille d'or en C2 - 500 m aux Jeux olympiques d'été de 2024 à Paris